# アルフィーA面コレクション スペシャル
『アルフィーA面コレクション スペシャル』は、1986年4月21日発売されたALFEE8枚目のベスト・アルバム。

## 概要
9枚目のベスト・アルバム『アルフィーB面コレクション スペシャル』と同日発売。
カセット・テープとCDでは収録曲が異なる。
カセット・テープはA面にAlfee時代の曲、B面にALFEE時代の曲を収録。

## 収録曲

### CT
A面
1. ラブレター
2. 踊り子のように
CTのみ収録。
3. 星降る夜に…
CTのみ収録。
4. 冬将軍
CTのみ収録。
5. 無言劇
6. 美しいシーズン
7. 恋人になりたい
8. 宛先のない手紙
9. 通り雨
CTのみ収録。
10. 泣かないでMY LOVE
11. SUNSET SUMMER
CTのみ収録。

B面
1. 別れの律動
2. 暁のパラダイス・ロード
3. メリーアン
4. 星空のディスタンス
5. STARSHIP -光を求めて-
CTのみ収録。
6. 恋人達のペイヴメント
7. シンデレラは眠れない
8. 霧のソフィア
9. 風曜日、君をつれて

### CD
1. ラブレター
2. 無言劇
3. 美しいシーズン
4. 恋人になりたい
5. 宛先のない手紙
6. 泣かないでMY LOVE
7. 別れの律動
8. 暁のパラダイス・ロード
9. メリーアン
10. 星空のディスタンス
11. 恋人達のペイヴメント
12. シンデレラは眠れない
13. 霧のソフィア
14. 風曜日、君をつれて

## 関連作品
- ALFEE A面 コレクション